# Huperzia weberbaueri
Huperzia weberbaueri là một loài thực vật có mạch trong Họ Thạch tùng. Loài này được (Hieron. & Herter ex Nessel) Holub mô tả khoa học đầu tiên năm 1985.